# Barranc de la Cova Cativera
El barranc de la Cova Cativera és un curs d'aigua de la Conca de Barberà, de breu recorregut (2 km aproximadament), que neix a la serra de Comaverd, a uns 860 m d'altitud, prop de la cova que li dona el nom, al terme municipal de Sarral. Es dirigeix a l'oest i va recollint les aigües de diversos tributaris fins a desembocar, a uns 560 m d'altitud, al barranc del Salt, un dels subafluents del riu Anguera.